# Glen Featherstone
Glen Featherstone (* 8. Juli 1968 in Toronto, Ontario) ist ein ehemaliger kanadischer Eishockeyspieler, der im Verlauf seiner aktiven Karriere zwischen 1985 und 2001 unter anderem 412 Spiele für die St. Louis Blues, Boston Bruins, New York Rangers, Hartford Whalers und Calgary Flames in der National Hockey League (NHL) auf der Position des Verteidigers bestritten hat. Featherstone, der zudem über 360 weitere Partien in der International Hockey League (IHL) absolvierte, verkörperte den Spielertyp des Enforcers.

## Karriere
Featherstone spielte während seiner Juniorenzeit zwischen 1985 und 1988 für die Windsor Compuware Spitfires in der Ontario Hockey League (OHL). Während seiner drei Jahre bei den Spitfires steigerte der Verteidiger seine Punktausbeute kontinuierlich und feierte mit dem Team im Frühjahr 1988 den erstmaligen Meisterschaftsgewinn der OHL in Form des J. Ross Robertson Cups. Bereits zwei Jahre zuvor war er im NHL Entry Draft 1986 in der vierten Runde an 73. Position von den St. Louis Blues aus der National Hockey League (NHL) ausgewählt worden.
Zur Spielzeit 1988/89 wechselte der 20-Jährige – zwei Jahre nach seiner Auswahl im Draft – in die Organisation der St. Louis Blues. Dort pendelte er in seinen ersten beiden Profispielzeiten zwischen dem NHL-Kader St. Louis’ und dem des Farmteams Peoria Rivermen in der International Hockey League (IHL). Dennoch steigerte der Abwehrspieler seine Anzahl an NHL-Einsätzen von Jahr zu Jahr stetig, sodass er in der Saison 1990/91 ausschließlich für die Blues in der NHL auf dem Eis stand. Trotz der positiven Entwicklung endete das Arbeitsverhältnis mit den St. Louis Blues nach der Spielzeit, da sich Featherstone entschied, im Juli 1991 als Free Agent zu den Boston Bruins zu wechseln. Seine Zeit in Boston war jedoch von Verletzungen geprägt. Einen Monat nach dem Beginn des Spieljahres 1991/92, in dem er lediglich siebenmal zum Einsatz kam, musste sich der Kanadier im November 1991 erstmals an den Bandscheiben der Lendenwirbelsäule operieren lassen. Eine zweite Operation erfolgte im Mai 1993. Dennoch absolvierte er in der Spielzeit 1993/94 mit 58 Einsätzen deutlich mehr als in den beiden Vorjahren, wurde von den Bruins im August 1994 aber im Tausch für Daniel Lacroix an die New York Rangers abgegeben.
Aufgrund einer abermaligen Operation bestritt der Defensivakteur bis zum März 1995 lediglich sechs Spiele für die Rangers, ehe er durch ein erneutes Tauschgeschäft gemeinsam mit Michael Stewart sowie einem Erstrunden-Wahlrecht im NHL Entry Draft 1995 und Viertrunden-Wahlrecht im NHL Entry Draft 1996 an die Hartford Whalers transferiert wurde. Im Gegenzug sicherte sich New York die Dienste von Pat Verbeek. In Diensten der Whalers fand Featherstone in den folgenden zwei Jahren wieder sportlich zurück in die Spur und absolvierte mit 68 Einsätzen in der Saison 1995/96 so viele Spiele in einem Spieljahr wie zuletzt fünf Jahre zuvor. Im März 1997 erfolgte der dritte Transfer in der Karriere des Verteidigers, als er gemeinsam mit Hnat Domenichelli sowie einem Zweitrunden-Wahlrecht im NHL Entry Draft 1997 und Drittrunden-Wahlrecht im NHL Entry Draft 1998 zu den Calgary Flames geschickt wurde, die dafür Steve Chiasson und ein Drittrunden-Wahlrecht im NHL Entry Draft 1997 an die Hartford Whalers abgaben. Nach 13 Spielen für die Flames erhielt Featherstone im Sommer 1997 dort jedoch keinen neuen Vertrag.
Der Abwehrspieler wechselte daher in die IHL, wo er die Saison 1997/98 bei den Indianapolis Ice verbrachte. Zur folgenden Spielzeit erhielt er einen Vertrag bei deren Ligakonkurrenten Chicago Wolves. Dort absolvierte Featherstone drei Spieljahre und gewann im Jahr 2000 mit den Wolves den Turner Cup. Als die IHL im Sommer 2001 den Spielbetrieb einstellte und die Chicago Wolves in die American Hockey League (AHL) aufgenommen wurden, beendete der 33-Jährige seine aktive Karriere.

## Erfolge und Auszeichnungen
- 1988 J.-Ross-Robertson-Cup-Gewinn mit den Windsor Compuware Spitfires
- 2000 Turner-Cup-Gewinn mit den Chicago Wolves

## Karrierestatistik
(Legende zur Spielerstatistik: Sp oder GP = absolvierte Spiele; T oder G = erzielte Tore; V oder A = erzielte Assists; Pkt oder Pts = erzielte Scorerpunkte; SM oder PIM = erhaltene Strafminuten; +/− = Plus/Minus-Bilanz; PP = erzielte Überzahltore; SH = erzielte Unterzahltore; GW = erzielte Siegtore; 1 Play-downs/Relegation; Kursiv: Statistik nicht vollständig)